# پیتزا پولیسه
پیتزا پولیسه (به انگلیسی: Pizza pugliese) (تلفظ ایتالیایی: [ˈpittsa puʎˈʎe:ze] یک نوع پیتزای ایتالیایی است که با گوجه‌فرنگی، پیاز و پنیر موتزارلا تهیه می‌شود. نام این پیتزا از ناحیه پولیا (به ایتالیایی Puglia) گرفته شده‌است.